# Jesse Brown
Jesse Brown (ur. 27 marca 1944, zm. 15 sierpnia 2002) – były sekretarz spraw weteranów USA, mianowany w 1993 roku przez prezydenta Billa Clintona.

## Życiorys
Brown urodził się w Detroit, w stanie Michigan. Dorastał jednak w Chicago, Illinois.
Zaciągnął się do U.S. Marine Corps w 1963, służąc jako marine w wojnie wietnamskiej; w 1965 został poważnie ranny w okolicach Đà Nẵng. Po opuszczeniu marines, przyłączył się do stowarzyszenia Disabled American Veterans.
Jako sekretarz spraw weteranów USA w administracji Billa Clintona, Brown rozszerzył zakres oferowanej pomocy kobietom-weteranom, jak również bezdomnym, byłym żołnierzom. Pomoc została również skierowana do weteranów, chorych wskutek użycia broni chemicznej podczas wojny w Wietnamie oraz Pustynnej Burzy.
Brown zmarł w Warrenton, w stanie Wirginia, w wieku 58 lat.